# Симанки (село)
Симанки — село Иссинского района Пензенской области, входит в состав городского поселения рабочий посёлок Исса.

## География
Расположено в 5 км на север от районного центра посёлка Исса.

## История
Поселена в конце XVII в. атемарским помещиком Петром Симанским. В начале XVIII в. принадлежала графу Роману Воронцову. С 1780 г. — в составе Инсарского уезда Пензенской губернии. В 1782 г. – иссинская вотчина графов Александра и Семена Романовичей Воронцовых. В 1785 г. показано за графом Семеном Романовичем Воронцовым. Перед отменой крепостного права д. Симанка Софьи Михайловны Шуваловой, 415 душ мужского пола, деревня занимала 71 десятину, у крестьян 700 дес. пахотной и 146 дес. сенокоса, у помещицы 983 дес. удобной земли, 205 дес. леса и кустарника; вся помещичья земля сдавалась в оброк, крестьяне платили за него 4,4 руб. с души в год. В 1890 г. построена деревянная церковь во имя Пресвятой Троицы. В 1896 г. – 184 двора. В 1911 г. с. Симанка — в составе Иссинской волости Инсарского уезда, одна община, 177 дворов, земская школа, церковь, 3 ветряных мельницы, 7 кирпичных сараев.
С 1928 года село являлось центром Симанковского сельсовета Иссинского района Пензенского округа Средне-Волжской области (с 1939 года — в составе Пензенской области). С 1931 г. — в составе Починковского сельсовета. В 1939 г. – центральная усадьба колхоза «Коминтерн» (организован в 1929 г.), 78 дворов. В 1955 г. — в составе Долгоруковского сельсовета, центральная усадьба колхоза имени Куйбышева. С 2005 года — в составе городского поселения рабочий посёлок Исса.

## Население
| 1864 | 1877 | 1897  | 1911  | 1926  | 1930  | 1959 |
| ---- | ---- | ----- | ----- | ----- | ----- | ---- |
| 927  | ↗996 | ↗1009 | ↗1072 | ↗1230 | ↗1262 | ↘349 |
| 1979 | 1989 | 1996  | 2002  | 2010  |       |      |
| ↘94  | ↘35  | ↘22   | ↘10   | ↘0    |       |      |